# ABU Robocon 2024
Robocon Quảng Ninh 2024 là cuộc thi Robocon được tổ chức lần thứ 23 của Hiệp hội Phát thanh Truyền hình châu Á - Thái Bình Dương diễn ra tại Quảng Ninh, Việt Nam. Chủ đề của cuộc thi lần này là Ngày mùa, lấy ý tưởng từ việc canh tác lúa trên các thửa ruộng bậc thang.
Cuộc thi này đánh dấu lần thứ 4 Việt Nam đăng cai tổ chức ABU Robocon, quốc gia đầu tiên có vinh dự này trong lịch sử cuộc thi.
Cuộc thi có sự góp mặt của 13 đội tuyển, trong đó hai đại diện của Việt Nam (thông qua cuộc thi Robocon Việt Nam năm 2024) đều đến từ đại học Sư phạm Kỹ thuật Hưng Yên.

## Luật chơi
Trận đấu diễn ra giữa hai đội trong khoảng thời gian 3 phút. Mỗi đội có 2 robot gồm: Robot 1 và Robot 2.
Sân thi đấu được chia thành ba vùng gồm Vùng 1 (Khu vực xuất phát; Giá để cây, 12 bó mạ cho mỗi đội; Khu vực gieo mạ), Vùng 2 (Vị trí khởi động lại; Mương nước; Khu vực thu hoạch: có sẵn 6 hạt thóc và 6 hạt thóc lép cho mỗi đội) và Vùng 3 (Khu vực chứa thóc; Khu vực silo có 5 ống. Tại Vùng 3 có 6 hạt thóc và 10 hạt thóc lép được đặt sẵn trong kho chứa thóc).
Khi trận đấu bắt đầu, các robot sẽ đi đến Giá để cây lúa ở Vùng 1 để thu gom các bó mạ sau đó mang đi trồng tại Khu vực gieo mạ. Mỗi lần trồng 1 bó mạ thành công, đội ghi được 10 điểm.
Tại Vùng 2, các robot sẽ đi lấy các hạt thóc và hạt thóc lép đặt tại Khu vực thu hoạch và vận chuyển về Khu vực chứa thóc nằm ở Vùng 3 lần lượt như sau: một hạt thóc lép và một hạt thóc tiêu chuẩn. Mỗi lần chuyển thành công, đội ghi được 10 điểm. Tuy nhiên, số lượng các hạt thóc mà robot thu hoạch không được nhiều hơn số bó mạ trồng được ở Vùng 1.
Tại Vùng 3, Robot 2 thu hoạch thóc và chuyển thóc vào các silo chứa thóc. Robot 2 thả 1 hạt thóc thành công vào ống, ghi được 30 điểm.
Trận đấu sẽ kết thúc khi có đội thực hiện thành công nhiệm vụ chuyển thóc vào các silo và đạt các điều kiện sau:
- Thả thành công hạt thóc của đội mình vào tối thiểu 3 silo;
- Các silo phải đầy thóc và có tối thiểu 2 hạt thóc của đội mình;
- Hạt thóc của đội mình phải ở vị trí trên cùng.

Khi đó, đội sẽ đạt chiến thắng tuyệt đối mang tên "Mùa vàng". Trận đấu cũng có thể kết thúc nếu như tất cả các silo đều đã đầy thóc, nhưng không thỏa mãn mọi điều kiện để có "Mùa vàng"

## Các đội tham dự
| STT | Quốc gia   | Trường đại học đại diện                          | Tên đội                                  | Đài truyền hình                             |
| --- | ---------- | ------------------------------------------------ | ---------------------------------------- | ------------------------------------------- |
| 1   | Việt Nam 1 | Đại học Sư phạm Kỹ thuật Hưng Yên                | SKH - AUTOMATION                         | Đài Truyền hình Việt Nam (chủ nhà)          |
| 2   | Việt Nam 2 | Đại học Sư phạm Kỹ thuật Hưng Yên                | SKH - CK1                                | Đài Truyền hình Việt Nam (chủ nhà)          |
| 3   | Campuchia  | Học viện công nghệ Campuchia                     | ITC02                                    | Đài truyền hình quốc gia Campuchia          |
| 4   | Trung Quốc | Đại học Khoa học điện tử và Công nghệ Trung Quốc | Chưa rõ                                  | Đài Phát thanh và Truyền hình Sơn Đông      |
| 5   | Ai Cập     | Đại học Alexandria                               | Chưa rõ                                  | Hiệp hội truyền hình phát thanh Ai Cập      |
| 6   | Hồng Kông  | Đại học Trung văn Hương Cảng                     | Chưa rõ                                  | Đài phát thanh truyền hình Hồng Kông        |
| 7   | Ấn Độ      | Học viện Công nghệ Nirma                         | Team Nirma Robocon                       | Doordarshan                                 |
| 8   | Indonesia  | Đại học bang Yogyakarta                          | Chưa rõ                                  | Televisi Republik Indonesia                 |
| 9   | Nhật Bản   | Đại học Công nghệ Toyohashi                      | とよはし☆ロボコンズ (Toyohashi☆Robocons) | NHK                                         |
| 10  | Mông Cổ    | Đại học Quốc gia Mông Cổ                         | Chưa rõ                                  | Đài phát thanh truyền hình Cộng hòa Mông Cổ |
| 11  | Malaysia   | Đại học Khoa học Malaysia                        | Chưa rõ                                  | Đài phát thanh truyền hình Malaysia         |
| 12  | Nepal      | Đại học Tribhuvan                                | Chưa rõ                                  | Đài truyền hình Nepal                       |
| 13  | Thái Lan   | Học viện Công nghệ King Mongkut Bắc Bangkok      | Chưa rõ                                  | Công ty TNHH Công cộng MCOT                 |

## Bốc thăm
13 đội tuyển được chia làm 4 bảng (3 bảng 3 đội và 1 bảng 4 đội), mỗi bảng bao gồm một đội hạt giống (là 1 trong 4 đội có kết quả chạy thử tốt nhất). Lễ bốc thăm diễn ra vào ngày 24 tháng 8 năm 2024, 1 ngày trước khi cuộc thi chính thức diễn ra.
| Bảng A     | Bảng B    | Bảng C    | Bảng D     |
| ---------- | --------- | --------- | ---------- |
| Việt Nam 2 | Nhật Bản  | Hồng Kông | Việt Nam 1 |
| Trung Quốc | Campuchia | Thái Lan  | Ấn Độ      |
| Indonesia  | Ai Cập    | Mông Cổ   | Nepal      |
|            |           |           | Malaysia   |

## Vòng bảng
Tại vòng bảng, các đội thi đấu vòng tròn 1 lượt tính điểm (đối với các bảng A, B và C); riêng tại bảng D các đội chỉ thi đấu với 2 trong số 3 đối thủ trong bảng. Hai đội đứng đầu mỗi bảng giành quyền vào tứ kết.
Lưu ý: Thứ tự các đội trong mỗi cặp đấu được sắp xếp theo thứ tự đỏ-xanh, dựa theo thứ tự công bố trên sóng truyền hình trực tiếp. Kí hiệu chiến thắng tuyệt đối Mùa vàng ở đây được viết tắt (đi kèm với số giây được ghi trong ngoặc kép).

### Bảng A
| VT | Đội        | ST | T | B | Giành quyền tham dự |
| -- | ---------- | -- | - | - | ------------------- |
| 1  | Việt Nam 2 | 2  | 2 | 0 | Tứ kết              |
| 2  | Trung Quốc | 2  | 1 | 1 | Tứ kết              |
| 3  | Indonesia  | 2  | 0 | 2 |                     |

| 25 tháng 8 năm 2024 Trận 1 Bảng A | Việt Nam 2 | MV (78)–290 | Indonesia | Quảng Ninh, Việt Nam |
| 12:45                             |            |             |           |                      |

| 25 tháng 8 năm 2024 Trận 5 Bảng A | Indonesia | 400–450 | Trung Quốc | Quảng Ninh, Việt Nam |
| 13:16                             |           |         |            |                      |

| 25 tháng 8 năm 2024 Trận 9 Bảng A | Trung Quốc | 250–MV (124) | Việt Nam 2 | Quảng Ninh, Việt Nam |
| 13:52                             |            |              |            |                      |

### Bảng B
| VT | Đội       | ST | T | B | Giành quyền tham dự |
| -- | --------- | -- | - | - | ------------------- |
| 1  | Nhật Bản  | 2  | 2 | 0 | Tứ kết              |
| 2  | Campuchia | 2  | 1 | 1 | Tứ kết              |
| 3  | Ai Cập    | 2  | 0 | 2 |                     |

| 25 tháng 8 năm 2024 Trận 2 Bảng B | Nhật Bản | MV (101)–60 | Ai Cập | Quảng Ninh, Việt Nam |
| 12:54                             |          |             |        |                      |

| 25 tháng 8 năm 2024 Trận 6 Bảng B | Ai Cập | 80–MV (129) | Campuchia | Quảng Ninh, Việt Nam |
| 13:27                             |        |             |           |                      |

| 25 tháng 8 năm 2024 Trận 10 Bảng B | Campuchia | 320–MV (65) | Nhật Bản | Quảng Ninh, Việt Nam |
| 13:58                              |           |             |          |                      |

### Bảng C
| VT | Đội       | ST | T | B | Giành quyền tham dự |
| -- | --------- | -- | - | - | ------------------- |
| 1  | Hồng Kông | 2  | 2 | 0 | Tứ kết              |
| 2  | Thái Lan  | 2  | 1 | 1 | Tứ kết              |
| 3  | Mông Cổ   | 2  | 0 | 2 |                     |

| 25 tháng 8 năm 2024 Trận 3 Bảng C | Hồng Kông | MV (112)–100 | Mông Cổ | Quảng Ninh, Việt Nam |
| 13:01                             |           |              |         |                      |

| 25 tháng 8 năm 2024 Trận 7 Bảng C | Mông Cổ | 200–470 | Thái Lan | Quảng Ninh, Việt Nam |
| 13:33                             |         |         |          |                      |

| 25 tháng 8 năm 2024 Trận 11 Bảng C | Thái Lan | 400–510 | Hồng Kông | Quảng Ninh, Việt Nam |
| 14:09                              |          |         |           |                      |

### Bảng D
| VT | Đội        | ST | T | B | Giành quyền tham dự |
| -- | ---------- | -- | - | - | ------------------- |
| 1  | Việt Nam 1 | 2  | 2 | 0 | Tứ kết              |
| 2  | Malaysia   | 2  | 1 | 1 | Tứ kết              |
| 3  | Ấn Độ      | 2  | 1 | 1 |                     |
| 4  | Nepal      | 2  | 0 | 2 |                     |

1. 1 2  Malaysia xếp trên Ấn Độ do có số điểm trong trận cao hơn: Malaysia 920, Ấn Độ 440.

| 25 tháng 8 năm 2024 Trận 4 Bảng D | Việt Nam 1 | 540–380 | Malaysia | Quảng Ninh, Việt Nam |
| 13:07                             |            |         |          |                      |

| 25 tháng 8 năm 2024 Trận 8 Bảng D | Nepal | 70–310 | Ấn Độ | Quảng Ninh, Việt Nam |
| 13:43                             |       |        |       |                      |

| 25 tháng 8 năm 2024 Trận 12 Bảng D | Malaysia | 540–90 | Nepal | Quảng Ninh, Việt Nam |
| 14:20                              |          |        |       |                      |

| 25 tháng 8 năm 2024 Trận 13 Bảng D | Ấn Độ | 130–MV (91) | Việt Nam 1 | Quảng Ninh, Việt Nam |
| 14:32                              |       |             |            |                      |

## Vòng đấu loại trực tiếp
|  | Tứ kết | Tứ kết     | Tứ kết |            |                | Bán kết         | Bán kết | Bán kết |  |  | Chung kết | Chung kết | Chung kết |  |
|  |        |            |        |            |                |                 |         |         |  |  |           |           |           |  |
|  |        |            |        |            |                |                 |         |         |  |  |           |           |           |  |
|  | 1      | Nhật Bản   | 480    |            |                |                 |         |         |  |  |           |           |           |  |
|  | 1      | Nhật Bản   | 480    |            |                |                 |         |         |  |  |           |           |           |  |
|  | 8      | Trung Quốc | 450    |            |                |                 |         |         |  |  |           |           |           |  |
|  | 8      | Trung Quốc | 450    |            | 1              | Nhật Bản        | 380     |         |  |  |           |           |           |  |
|  |        |            |        |            | 1              | Nhật Bản        | 380     |         |  |  |           |           |           |  |
|  |        |            | 4      | Hồng Kông  | Mùa vàng (83s) |                 |         |         |  |  |           |           |           |  |
|  | 5      | Campuchia  | 4      | Hồng Kông  | Mùa vàng (83s) | 370             |         |         |  |  |           |           |           |  |
|  | 5      | Campuchia  |        |            |                |                 |         |         |  |  |           |           |           |  |
|  | 4      | Hồng Kông  | 530    |            |                |                 |         |         |  |  |           |           |           |  |
|  | 4      | Hồng Kông  | 530    |            | 4              | Hồng Kông       | 510     |         |  |  |           |           |           |  |
|  |        |            |        |            |                |                 |         |         |  |  |           |           |           |  |
|  |        |            | 3      | Việt Nam 1 | 420            |                 |         |         |  |  |           |           |           |  |
|  | 3      | Việt Nam 1 | 3      | Việt Nam 1 | 420            | Mùa vàng (140s) |         |         |  |  |           |           |           |  |
|  | 3      | Việt Nam 1 |        |            |                |                 |         |         |  |  |           |           |           |  |
|  | 6      | Malaysia   | 220    |            |                |                 |         |         |  |  |           |           |           |  |
|  | 6      | Malaysia   | 220    |            | 3              | Việt Nam 1      | 480     |         |  |  |           |           |           |  |
|  |        |            |        |            | 3              | Việt Nam 1      | 480     |         |  |  |           |           |           |  |
|  |        |            | 2      | Việt Nam 2 | 450            |                 |         |         |  |  |           |           |           |  |
|  | 7      | Thái Lan   | 2      | Việt Nam 2 | 450            | 390             |         |         |  |  |           |           |           |  |
|  | 7      | Thái Lan   |        |            |                |                 |         |         |  |  |           |           |           |  |
|  | 2      | Việt Nam 2 | 540    |            |                |                 |         |         |  |  |           |           |           |  |
|  | 2      | Việt Nam 2 | 540    |            |                |                 |         |         |  |  |           |           |           |  |
|  |        |            |        |            |                |                 |         |         |  |  |           |           |           |  |

## Kết quả
| Vô địch ABU Robocon Quảng Ninh 2024 Đại học Trung văn Hương Cảng - Hồng Kông Lần thứ ba |